# Жау (фудбалер)
Еуклид Барбоса, познат под надимком Жау (Сао Паоло, 17. децембар 1909,   – 26. фебруар 1988)  био је фудбалер који је играо на позицији централног одбрамбеног играча.
Током своје каријере играо је за бразилске тимове Коринтијанс (1934–1938), Васко да Гама (1938–1942) и Сантос.
Освојио је две Државне лиге Сао Паула (1937, 1938), Торнејо Интернационал Луиз Арања (1940) и један турнир Инисио до Рио де Жанеиро (1942). Жау је био у саставу бразилске фудбалске репрезентације за Светско првенство у фудбалу 1938. године, где је одиграо једну утакмицу.
Током свог живота, Жауа су прогониле бразилске владе због практиковања Умбанде. Умро је у 78. години.